# Кућа свештеника Чедомира Поповића
Кућа свештеника Чедомира Поповића је вредан пример власотиначке међуратне архитектуре, грађен 1937. године, на коме преовлађује незнатан модеран приступ у спољној обради полукружног уличног тракта, са балконом наткривеним атиком. Танки токсански стубови носе атику, а она прати линију балкона и сакрива четвороводни кров. Правоугаони прозори рашчлањују симетричну поделу главне и бочних фасада куће. Зидно платно оживљено је стилизованим парапетима.
Овај објекат има допадљиве контуре и ефектне пропорције и по својој репрезентативности превазилази локални значај. Плени пластичном  обрадом волумена и изведен је на завидном занатском нивоу. Вероватно је комбинација архитектонских решења и скица донесених из „белог света“.
Објекат нема сувишних мотива нити претеран декор, а ефекат је остварен одабраним приступом при комбиновању форми. Оплемењен је сензибилним градитељским рукописом којим је градитељ постигао допадљиво архитектонско решење. 